# Leucanthemum × superbum
A Leucanthemum × superbum a fészkesvirágzatúak (Asterales) rendjébe és az őszirózsafélék (Asteraceae) családjába tartozó hibridnövény, amely a Leucanthemum lacustre és a Leucanthemum maximum keresztezéséből jött létre.

## Előfordulása
A Leucanthemum × superbum eredeti előfordulási területe az egykori Csehszlovákia volt, azonban manapság világszerte tartják és termesztik. Ez a növény néhol vadonnövő állományokat is létrehozott; ilyen helyek a Himalája délkeleti oldalai, a Norfolk-sziget és Ausztrália nyugati, illetve déli térségei.

## Képek

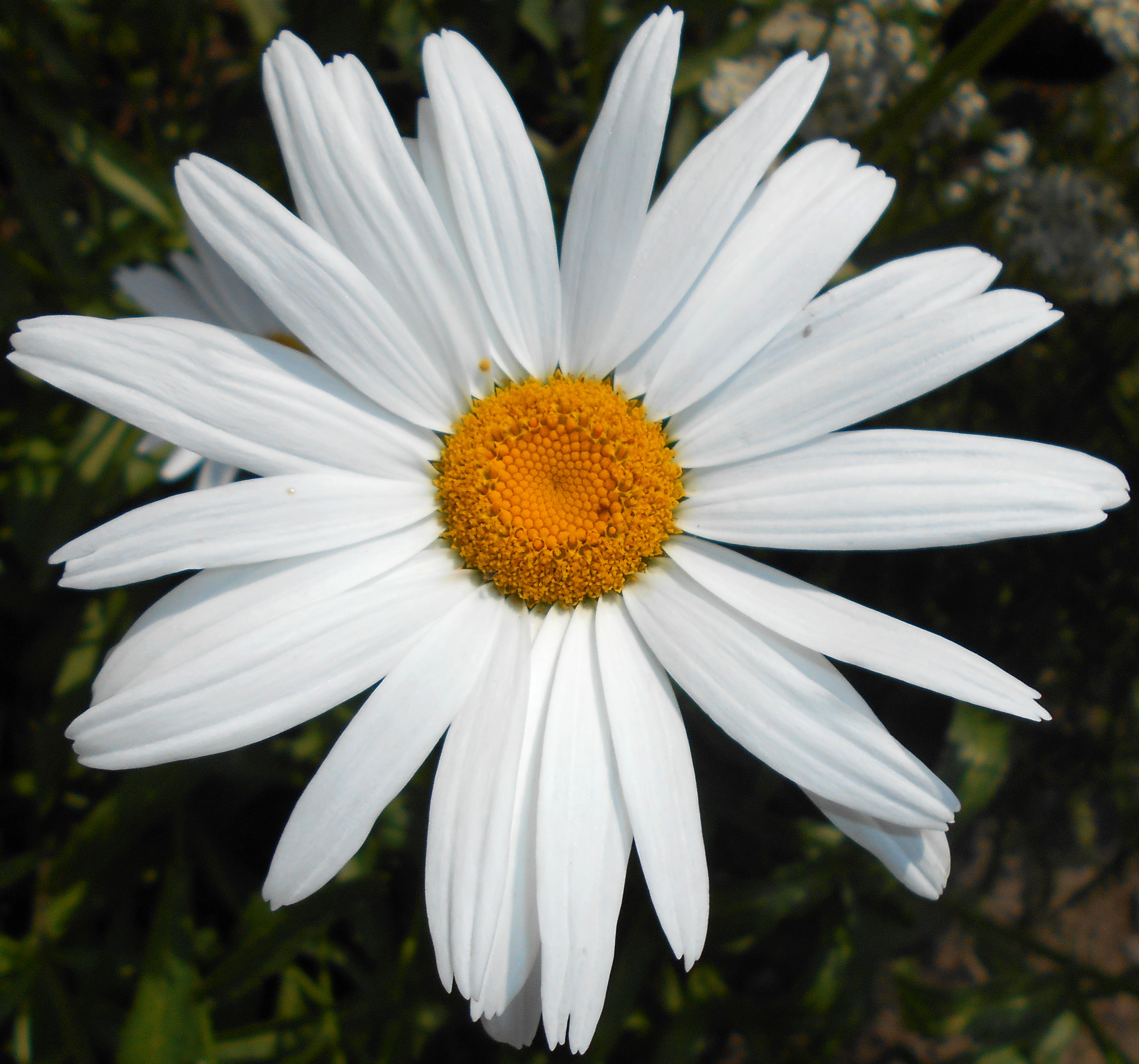
Különböző
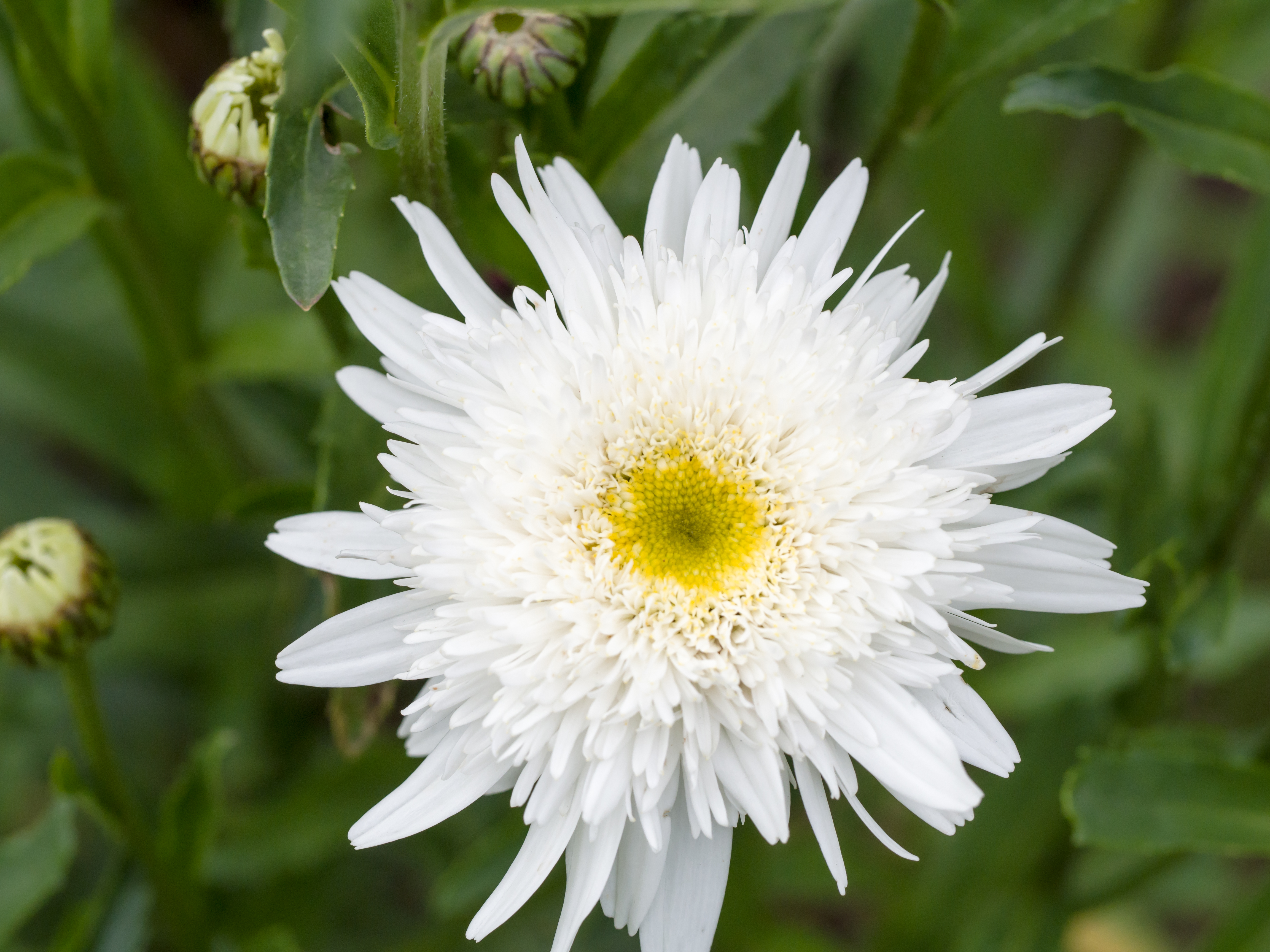
alak
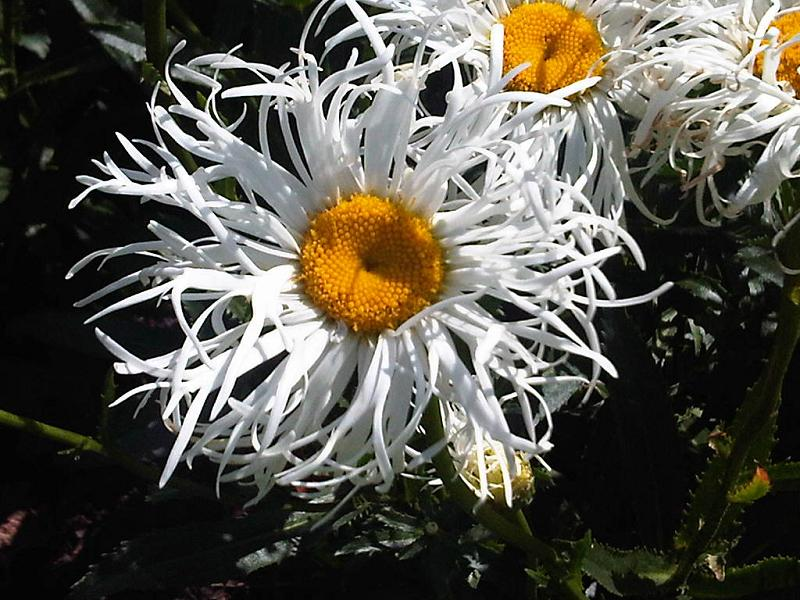
és
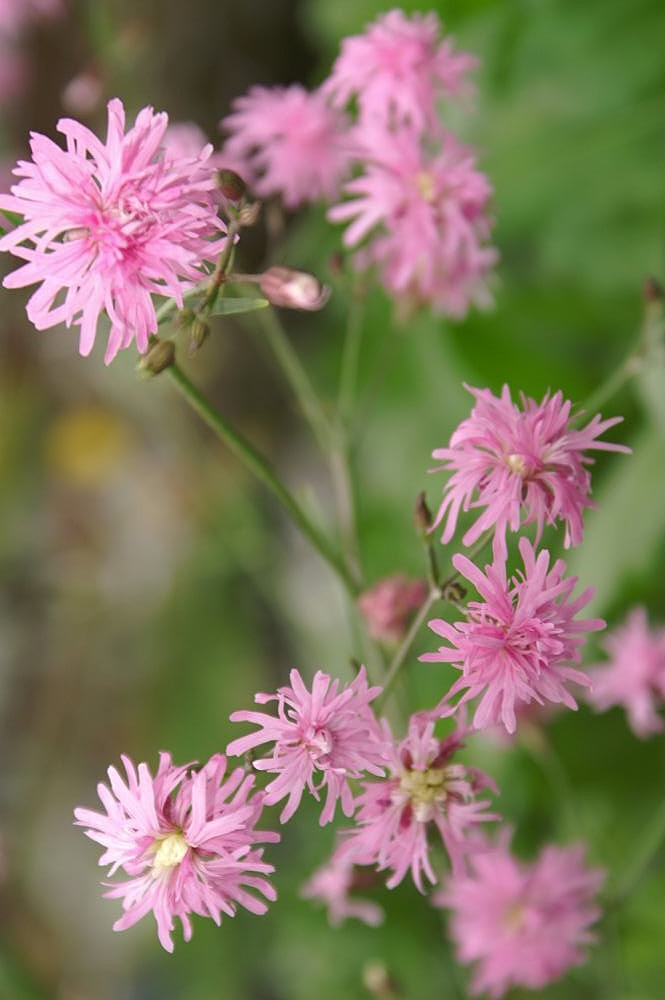
színváltozatokban
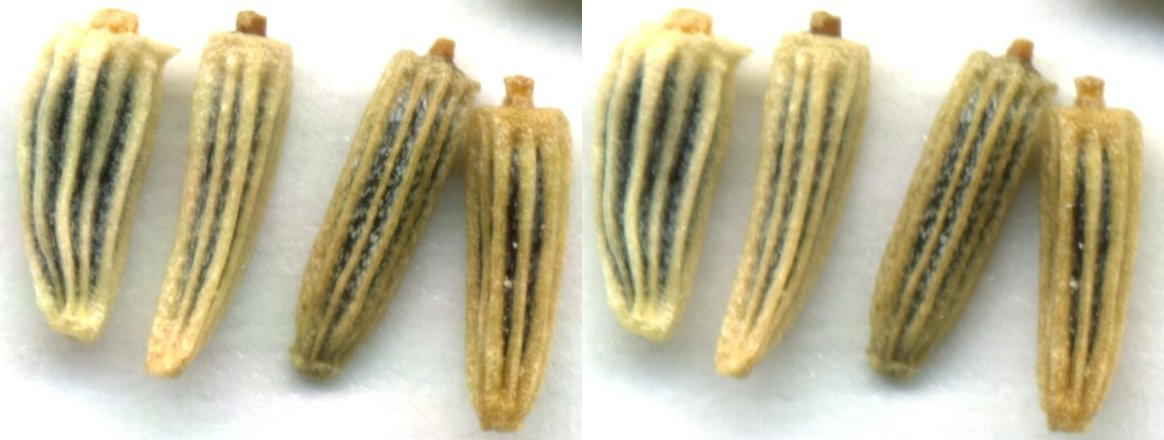
A 'Shasta' változat magvai felnagyítva